# Xan
Cette page contient des caractères spéciaux ou non latins. S’ils s’affichent mal (▯, ?, etc.), consultez la page d’aide Unicode.
Xan, (ხან, [xan], en géorgien) est la 31e lettre de l'alphabet géorgien.

## Linguistique
Xan est utilisé pour représenter le son [x].
Dans la norme ISO 9984, la lettre est translittérée par « x ».

## Représentation informatique
- Unicode[1] :
  - Asomtavruli Ⴞ : U+10BE
  - Mkhedruli et nuskhuri ხ : U+10EE